# Gualberto do Rosário
António Gualberto do Rosário (ɡwalˈbɛɾtu du ʁuˈzaɾiu) (Mindelo 12 d'octubre de 1950) és un polític capverdià Primer Ministre de Cap Verd del 29 de juliol de 2000 a 1 de febrer de 2001. Líder del Moviment per la Democràcia, do Rosário fou primer ministre interí de juliol a octubre de 2000 i esdevingué primer ministre després. Prèviament havia estat ministre d'agricultura en el gabinet de Carlos Veiga.
Va renunciar com a líder l'agost de 2001 i es va presentar com a candidat independent per al Consell Municipal de São Vicente al febrer de 2008.